# Darrell Waltrip
Darrell Lee Waltrip (Kentucky, 1947. február 5.–) amerikai motorsport-elemző, író, korábbi országos televíziós műsorvezető és autóversenyző. 1972-től 2000-ig versenyzett a korábbi NASCAR Winston Cup Series (ma NASCAR Cup Series) sorozatban, leginkább a Hendrick Motorsports 17-es számú Chevroletjét vezette. Waltrip háromszoros Cup Series bajnok (1981, 1982, 1985).

## Élete
Waltrip 1947. február 5-én született a Kentucky állambeli Owensboróban. Waltrip 12 évesen kezdte gokartos pályafutását, és mindössze négy évvel később indult első stock car versenyén. Waltrip és édesapja építettek egy 1936-os Chevrolet kupét, és elindultak egy helyi földes pályára, amely Owensboró-i otthonuk közelében volt. Az első éjszaka messze nem volt sikeres, mivel a fiatalember, aki alig volt elég idős ahhoz, hogy utcai pályán vezessen, nekicsapódott a falnak, és súlyosan összetörte a kupét. Waltrip hamarosan elhagyta a földet, és az aszfalton találta meg a helyét, ahol a gokartban tanult rugalmasság értékesnek bizonyult. Waltrip 1965-ben végzett a Daviess County High Schoolban Owensboróban.
Fiatal versenyző volt a Kentucky Motor Speedway-en (a Whitesville-i aszfaltpálya) és az Ellis Raceway-en, egy földes pályán a US Highway 60 nyugati részén, Daviess megyében (az Ellis Raceway ma már bezárt), egy "Big 100" nevű autóval, amelyet Harry Pedley, a Pedley's Garage tulajdonosa épített, a West Second Street-en, Owensboróban. Az R. C. Bratcher Radiator and Welding Co. sikerei felkeltették a nashville-i tulajdonos/versenyző, P. B. Crowell figyelmét, aki sürgette Waltripet, hogy költözzön a környékre, és versenyezzen a Tennessee State Fairgrounds Speedway-en, a nashville-i Tennessee State Fairgroundsban, ahol két pályabajnokságot nyert 1970-ben és 1973-ban.
Waltrip az American Home által szponzorált, P. B. Crowell tulajdonában lévő 48-as számú Fordot vezette Nashville-ben, ahol aktívan népszerűsítette a heti versenyt, amikor megjelent egy helyi televíziós műsorban, amely a versenypálya futamait reklámozta, és nem félt felkarolni a helyi médiát, amikor más versenyzők vonakodtak ezt megtenni. A hírhedt "adás közbeni" trash-talkok közé tartozott, amikor kigúnyolt néhány más helyi versenyzőt, például Coo Coo Marlint (akinek a fia, Sterling később a pályán versenyzett, és kétszeres Daytona 500 győztes) és James "Flookie" Bufordot, akinek a becenevén gúnyolódott az adásban. A pálya vezetőségének tetszett, hogy segített jegyeket eladni, ami teltházas lelátókhoz és extra fizetésekhez vezetett a pálya üzemeltetőitől a promóciós képességeiért.
A WSM rádió műsorvezetőjével, Ralph Emeryvel már fiatal korában összebarátkozott, és olyan köteléket alakított ki, amely egész pályafutása során meghatározó volt, mivel Waltrip gyakran szerepelt Emery kora reggeli televíziós műsorában a helyi nashville-i televíziós csatornán, a WSMV-n, majd a nyolcvanas években Emery helyettese volt Emery televíziós műsorában, a Nashville Now-ban az egykori TNN kábelhálózaton (később Spike TV). Waltrip a Music City Motorplexben elért sikereit, valamint a nashville-i televíziós szereplésekből szerzett hírnevét és szónoki képességeit ugródeszkaként használta fel a NASCAR nagy ligájába való feljutáshoz.